# 甘利荘
甘利荘（あまりのしょう）は、甲斐国（山梨県）の荘園。甲斐西部の巨摩郡に所在する。

## 立地と地理的・歴史的景観
甲府盆地北西部に位置し、甘利山東麓に立地する。一帯は『倭名類聚抄』に見られる律令制下での巨摩郡余戸郷に比定され、「余戸」は郷編成の規定である50戸に満たない編成された郷を意味する。荘域は南限が御勅使川によって画され、南には八田牧（八田荘）・小笠原荘に接する。

## 甘利荘の立荘と歴史
甘利荘の成立時期は不明であるが、平安時代後期の藤原忠実の日記『殿暦』天仁2年（1109年）10月11日条によれば、同年に高陽院において行われた競馬に忠実所有の「阿万利」の鹿毛が出馬している。また、同書の天仁2年9月26日条でも「甘利」の栗毛が出馬しており、甘利荘は忠実所領の荘園あるいは牧として成立し、中央への貢馬が行われていたと考えられている。
甘利荘に関する確実な初見史料は「平治元年閏五月宝荘厳院領荘注文」『東寺百合文書』で、宝荘厳院領目録に挙げられている12か所の荘園のうちに見られ、他の東国荘園と同じく繊維製品（白布）が貢上品に挙げられている。
平安後期の天承元年（1131年）には、常陸国から源義清・清光親子が甲斐国市河荘へ配流される。清光の子孫は甲府盆地の各地へ進出し、甲斐源氏の一族となった。清光の子・武田信義は甲斐源氏の棟梁となり、現在の韮崎市神山町武田の地に居館を構えたという。
信義の子・一条忠頼の頃には甘利荘に拠り、『尊卑分脈』によれば、忠頼の子・行忠が甘利氏を称したといわれる。江戸時代後期に編纂された『甲斐国志』では、韮崎市旭町上條北割に所在する大輪寺境内を館跡としているが、境内にあたる大輪寺東遺跡の発掘調査では戦国期の遺物は見られるが中世前期まで遡る遺構や遺物は見られない。治承4年（1180年）から発生した治承・寿永の乱において甲斐源氏の一族は活躍し、伊豆国の源頼朝の武家政権に参加する。『吾妻鏡』によれば元暦元年（1184年）に一条忠頼は鎌倉において頼朝に謀殺され、行忠も処刑され甘利荘も没収されたという。
その後、甘利荘の在地領主は定かではないが、「武田福寿丸申状」『八坂神社記録』（紙背文書）に拠れば、南北朝初期に没収された石和御厨の還付を願う武田政義の子・武田福寿丸が、忠頼子孫に甘利荘が還付されたことを先例として挙げている。甲斐一条氏は忠頼死後に武田信光の子・一条信長により継承された。信長は神山町武田に鎮座する武田八幡宮へ大般若経を奉納しており、信長の孫・時信の子孫は戦国時代に甲斐・信濃の国境を防備する武川衆として配置されているなど当地との関わりが深く、甘利荘を領有していた可能性が考えられている。
鎌倉時代には本家の宝荘厳院が衰退したため、甲斐源氏の支配を脱していると考えられている。文永8年4月27日北条時宗下文『紀伊三浦文書』によれば、鎌倉時代後期に甘利荘が北条得宗家領であったことを示しており、幕府執権の北条時宗は「武田三郎入道妙意」を甘利荘南方の地頭代に任命している。このことから甘利荘においては、荘園を分割する下地中分が行われていたことが確認される。戦国期の文書には「甘利」を関した分割地名が見られる。
地頭代の「武田三郎入道妙意」は「武田姓」を称していることから甲斐源氏の一族と推定され、通称「三郎」を称していることから一条信長の子・一条義長に比定する説がある。一方で、この文書では北条氏の命で武田氏の人物が地頭代に任命されていることから、地頭は北条氏で、得宗被官であった武田氏が地頭代に任命されたと解釈する説もある。さらに、得宗被官である武田氏としては通称「三郎」を称している武田政綱・武田信家が存在しており、いずれかに該当するとする説もある。

## 甘利荘と甘利氏
戦国時代には戦国大名化した武田氏の譜代家老に甘利氏がいる。甘利氏と当荘との関わりは不明であるが、上条東割経塚出土の経筒銘文などに存在が確認できる。
戦国期には甲斐・列島規模で荘園の解体が進み郷村が成立し、甘利荘も上条と下条に分裂し、解体したとされる。一方で戦国期の知行宛行状・安堵状において旧甘利荘域の郷村では、郷村名に「甘利」を冠する事例が散出しており、戦国期においても旧甘利荘の帰属意識が存在していたと考えられている。
甘利荘の荘郷鎮守は韮崎市大草町上條東割に鎮座する南宮大神社で、戦国期にも地域において祭礼が実施されている。

源朝臣甘利晴彦、一条忠頼から３８代目甘利行忠から３７代目当主。尊卑文脈正式系図によれば長子行忠から甘利氏になります。しかし源頼朝と一条忠頼は一切の交換をせよ。と朝廷密命が宮中宮本系図に記載あり、後に中臣鎌足中原氏と婚姻し足利惣領家となる本家公方の嫡流となり甘利士族は歴史から消えるが足利幕府末期の義晴義澄義昭の子虎泰が討幕派を討つが、足利断絶にて甘利虎泰なのります。